# J. L. Austin
John Langshaw Austin, (Lancaster, Reino Unido, 26 de marzo de 1911-Oxford, 8 de febrero de 1960) fue un filósofo británico, una de las figuras más relevantes en lo que se ha dado en llamar filosofía del lenguaje. A él se debe el concepto de acto de habla.

## Actividad
Austin estudió en el Balliol College de Oxford. Empezó a colaborar en el Magdalen College desde 1935. Estudioso de las lenguas clásicas, colaboró con el MI6, el Servicio de Inteligencia británico durante la Segunda Guerra Mundial. Se le atribuye mérito por la preparación del Día D. Al finalizar ésta, ocupó una plaza de profesor en Oxford, especializándose en filosofía del lenguaje, que fundamentalmente trata el modo en el que las palabras son utilizadas. Sin embargo, el propio Austin descartó cualquier tipo de influencia de Wittgenstein, considerándose más cercano a la filosofía del sentido común de George Edward Moore. Fue catedrático de filosofía moral en Oxford entre 1952 y 1960. Se le considera miembro de la llamada escuela de Oxford, que seguía la filosofía del lenguaje ordinario (vale decir: cotidiano) . Por ello utilizó el método empírico.
Presidió la Sociedad Aristotélica entre 1956 y 1957.

## Cómo hacer cosas con palabras
Su obra más conocida, publicada póstumamente (1962) es How to Do Things with Words (Cómo hacer cosas con palabras). Este trabajo, que recoge las conferencias que Austin pronunció en el año 1955 en la Universidad Harvard, constituye la culminación de su teoría de los actos de habla, en la que estaba trabajando desde hacía varias décadas. 
El punto de partida de Austin es la crítica a los filósofos que erróneamente supusieron que la única relevancia de un enunciado es describir algún estado de cosas o enunciar algún hecho. Esta suposición conlleva cometer lo que Austin denomina "falacia descriptiva", esto es, obstinarse en que solo mantienen interés teórico los enunciados descriptivos. Frente a esta posición Austin plantea la existencia de dos tipos de enunciados: constatativos y performativos. Los primeros los utilizamos para describir determinadas cosas; con los segundos no se constata o describe nada sino que se realiza un acto.

## La teoría de los actos de habla
Austin llega a la teoría general partiendo de una teoría especial que se funda en la distinción entre lo constatativo y lo realizativo o performativo. Según él, durante mucho tiempo se había supuesto que el único fin de las emisiones era la de constatar hechos. En razón de ello, solo podían ser verdaderos o falsos. Sin embargo Austin afirma que no todo enunciado es verdadero o falso. Una emisión lingüística es cualquier cosa que se diga.
Lo que resulta para Austin interesante de las emisiones lingüísticas es su valor de verdad. Aristóteles analiza en "De interpretatione" los componentes de las oraciones: para él son verbos y nombres. De la complementación de nombres y verbos surge el λόγος, que es una emisión lingüística compleja compuesta de nombre y verbo. No a todo tipo de emisión le conviene el valor de verdad, sino solo al λόγος ἀποφαντικός o apófansis (ἀπόφανσις). De las emisiones que no son apofánticas no se ocupa la Lógica, sino la Retórica.

## Obras
- Otras mentes. En Austin, Ensayos filosóficos. Madrid: Revista de Occidente, 1975. 87-117. ISBN 978-84-292-8705-9
- Un alegato en pro de las excusas. En Austin, Ensayos filosóficos. Madrid: Revista de Occidente, 1975. 169-92. ISBN 978-84-292-8705-9
- Cómo hacer cosas con palabras: Palabras y acciones (How to Do Things with Words). Barcelona: Paidós, 1982. ISBN 978-84-7509-141-9 (ed. original inglesa de 1962)
- Ensayos filosóficos. Madrid: Revista de Occidente, 1975. ISBN 978-84-292-8705-9
- Sentido y percepción (Sense and sensibilia), Tecnos, Madrid, 1981. ISBN 978-84-309-0881-3 (ed. original inglesa de 1959)